# Die Dramatische Bühne

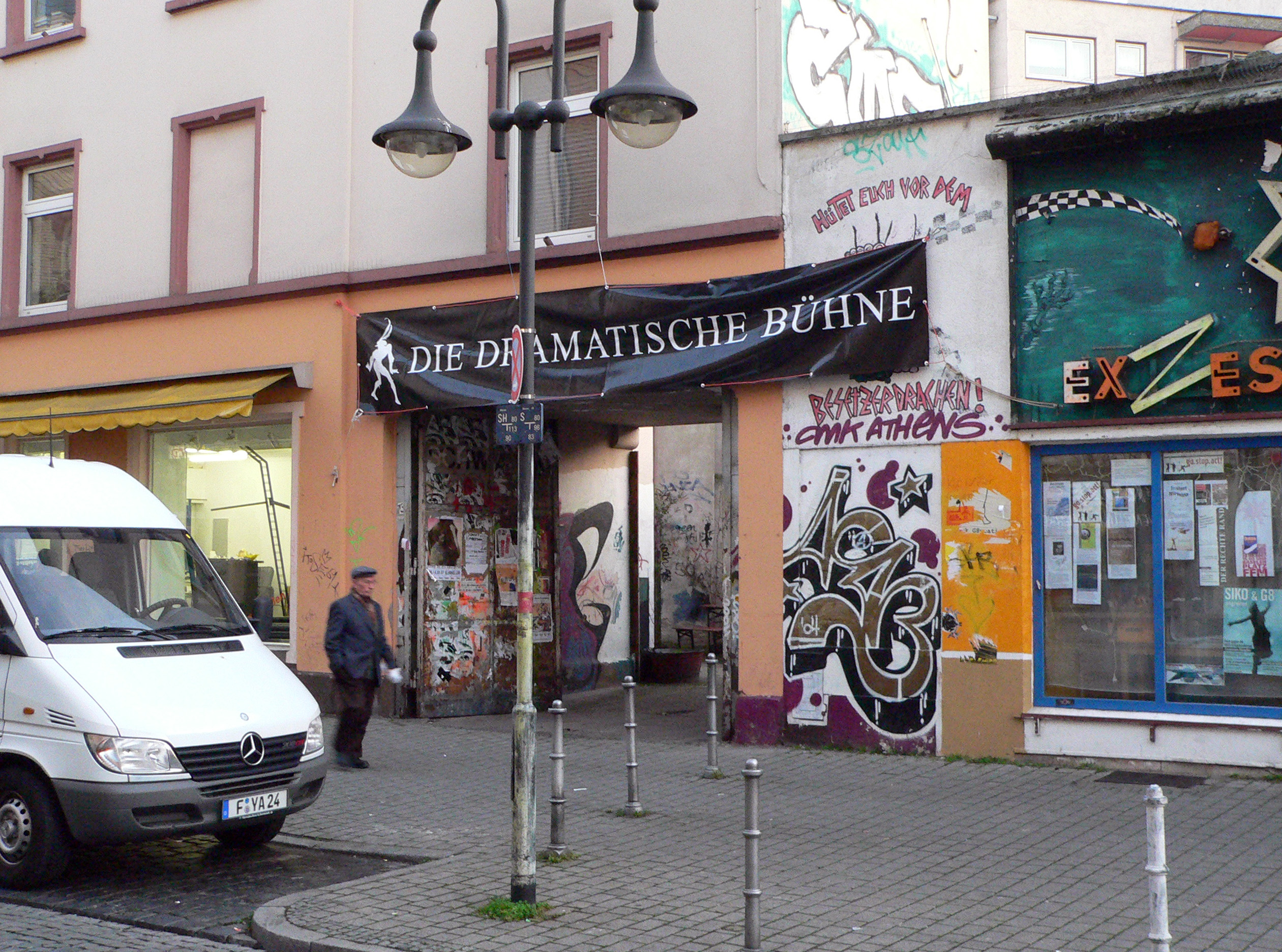
Die Dramatische Bühne

Die Dramatische Bühne ist ein 1988 gegründetes freies Theater in Frankfurt am Main mit laufendem Repertoirebetrieb und ca. 150 Vorstellungen im Jahr. Das Theater hat sich auf die Bearbeitung von Klassikern spezialisiert, wie Hamlet, Cyrano de Bergerac, Romeo und Julia etc., die jeweils auf eine eigene spezielle Art mit viel Komödiantik, Tempo und Musik dargeboten werden. Das Programm umfasst insbesondere Stücke von Shakespeare und Goethe, aber auch Filmklassiker wie eine Adaption des Nosferatu, der Graf von Monte Christo oder Barbarella.
Daneben führt das Theater zahlreiche Gastspiele, Sonderveranstaltungen und Auftragsproduktionen durch.
Fester Spielort ist seit 1993 die Exzess-Halle in der Leipziger Straße im Stadtteil Bockenheim. Seit 1999 veranstaltet die Bühne im Sommer Freilichtaufführungen im Frankfurter Grüneburgpark, bei denen das gesamte Repertoire der Gruppe zu Aufführung kommt.
Die Dramatische Bühne war auch maßgeblich an einigen Frankfurter Großveranstaltungen beteiligt, begonnen mit dem "Osterspaziergang" 2001, bei dem das gesamte Stadtgebiet auf zwölf Bühnen mit Eigenproduktionen zum Leben und Werk Goethes und Gastkünstlern, wie z. B. Nina Hagen bespielt wurde.
2007 richtete das Theater das Jubiläum des Naturmuseums Senckenberg aus, bei dem im gesamten Museum eigens für diesen Anlass produzierte Kurztheaterstücke gezeigt wurden, in denen die Geschichte des Museums humoristisch erzählt wurde oder einzelne der Exponate zu neuem Leben erwachten.
Im Sommer 2008 richtete die Truppe eine ähnliche Veranstaltung zum 150-jährigen Jubiläum des Zoos Frankfurt aus.